# Tambourissa nosybensis
Tambourissa nosybensis är en tvåhjärtbladig växtart som beskrevs av D.H. Lorence. Tambourissa nosybensis ingår i släktet Tambourissa och familjen Monimiaceae. Inga underarter finns listade i Catalogue of Life.